# أبو بكر شريف
أبو بكر محمد شريف (1 يناير 1980 - ) لاعب ومدرب كرة قدم سوداني.
لعب سابقاً كحارس مرمى لأندية الهلال والخرطوم 3 (الخرطوم الوطني حالياً) والموردة بالإضافة إلى منتخب السودان لكرة القدم. كان يشغل منصب مدرب حراس نادي الهلال.

## الإنجازات

### مع الهلال
- الدوري السوداني الممتاز (6): 1996، 1998، 2004، 2005، 2006، 2007.
- كأس السودان (2): 1998، 2003.

## وصلات خارجية
- أبو بكر شريف على موقع National Football Teams